# Archophileurus quadrivii
Archophileurus quadrivii är en skalbaggsart som beskrevs av Roger Paul Dechambre 2006. Archophileurus quadrivii ingår i släktet Archophileurus och familjen Dynastidae. Inga underarter finns listade.